# Épreuve par équipes du combiné nordique aux Jeux olympiques de 2006
Pour des articles plus généraux, voir Combiné nordique aux Jeux olympiques de 2006 et Jeux olympiques d'hiver de 2006.
Navigation
Salt Lake City 2002 Vancouver 2010
L'épreuve par équipes de combiné nordique aux Jeux olympiques d’hiver de 2006 a eu lieu à Pragelato, en Italie. Elle était initialement prévue pour le 15 février, mais en raison de vents violents, seule une partie de la compétition de saut à ski s'est déroulée ce jour-là ; la suite du concours de saut et la course de fond ont été repoussés au lendemain, le 16 février.

## Résultats

### Saut à ski
Chacun des quatre membres de l'équipe a effectué deux sauts, jugés de la même manière que la compétition olympique de saut à ski. Les scores de tous les sauts pris par chaque équipe ont été utilisés pour calculer leur déficit dans la course de fond. L'équipe d'Allemagne ayant remporté l'épreuve de saut, chaque point de retard sur cette équipe a été converti en une seconde de handicap au départ de l'épreuve de fond. Des vents violents ont retardé la compétition après le premier tour de saut ; ces sauts ont finalement été pris en compte et la compétition a été reprise le lendemain. L'équipe norvégienne des Championnats du monde a dû se retirer de la compétition, quatre de ses athlètes étant tombés malades. Si la compétition avait repris, ils auraient pu rivaliser avec un groupe d'athlètes différent, mais le choix de conserver les scores du premier jour impliquait que la Norvège était exclue. L’Italie a également dû se retirer, lorsque Davide Bresadola a été obligé d’aller à l’hôpital pour cause de maladie.
| Rang | Athlète                                                                            | Premier saut                  | 1er classement | Second saut                   | 2e classement | Total | Handicap |
| ---- | ---------------------------------------------------------------------------------- | ----------------------------- | -------------- | ----------------------------- | ------------- | ----- | -------- |
| 1    | Allemagne- Jens Gaiser - Björn Kircheisen - Ronny Ackermann - Georg Hettich        | 464.5 114.5 113.7 114.2 125.1 | 1              | 449.0 108.7 114.1 109.5 116.7 | 2             | 913.5 | 0:00     |
| 2    | Autriche- Michael Gruber - Mario Stecher - Felix Gottwald - Christoph Bieler       | 453.4 115.9 108.3 110.5 118.7 | 2              | 449.8 109.6 113.5 107.0 119.7 | 1             | 903.2 | 0:10     |
| 3    | Russie- Dimitry Matveev - Ivan Fesenko - Anton Kamenev - Sergej Maslennikov        | 450.1 106.8 105.9 106.6 130.8 | 3              | 440.0 102.7 103.7 109.6 124.0 | 3             | 890.1 | 0:23     |
| 4    | Finlande- Anssi Koivuranta - Antti Kuisma - Hannu Manninen - Jaakko Tallus         | 444.7 120.4 97.9 112.5 113.9  | 4              | 433.9 108.1 100.1 111.9 113.8 | 4             | 878.6 | 0:35     |
| 5    | Japon- Yosuke Hatakeyama - Norihito Kobayashi - Takashi Kitamura - Daito Takahashi | 437.7 112.4 109.9 105.5 109.9 | 5              | 433.9 111.6 111.4 93.6 109.9  | 5             | 864.2 | 0:49     |
| 6    | France- Francois Braud - Nicolas Bal - Ludovic Roux - Jason Lamy Chappuis          | 431.9 112.3 93.0 102.7 123.9  | 6              | 416.3 93.4 89.1 110.5 123.3   | 6             | 848.2 | 1:05     |
| 7    | Suisse- Jan Schmid - Andreas Hurschler - Ronny Heer - Ivan Rieder                  | 427.5 112.8 103.1 111.5 100.1 | 7              | 412.1 109.4 90.3 100.5 111.9  | 7             | 839.6 | 1:14     |
| 8    | États-Unis- Bill Demong - Carl Van Loan - Johnny Spillane - Todd Lodwick           | 409.9 107.0 82.1 112.8 108.0  | 8              | 410.7 111.0 82.1 105.4 112.2  | 8             | 820.6 | 1:33     |
| 9    | Tchéquie- Ales Vodsedalek - Tomas Slavik - Ladislav Rygl - Pavel Churavy           | 396.3 98.7 99.0 96.6 102.0    | 9              | 408.8 109.0 99.6 99.9 100.3   | 9             | 805.1 | 1:48     |
|      | Italie- Davide Bresadola - Jochen Strobl - Daniele Munari - Giuseppe Michielli     | 393.9 111.4 88.5 89.8 104.2   | 10             | DNS                           | —             | —     | —        |
|      | Norvège- Havard Klemetsen - Kristian Hammer - Magnus Moan - Petter Tande           | DNS                           | —              | —                             | —             | —     | —        |

### Ski de fond
Le départ de la course de relais de 4 x 5 km a été échelonné, un déficit d’un point dans l'épreuve de saut à ski impliquant un handicap d’une seconde au départ du parcours de fond.
L’équipe allemande, qui a débuté en première place, était en tête après le troisième relais, mais l’Autrichien Mario Stecher a gagné 36 secondes sur l’Allemand Jens Gaiser lors du dernier relais, ce qui a permis à l’équipe autrichienne de remporter la médaille d’or.
| Rang | Athlète                                                                            | Déficit | Temps                                        | Rang | Total    |
| ---- | ---------------------------------------------------------------------------------- | ------- | -------------------------------------------- | ---- | -------- |
|      | Autriche- Michael Gruber - Christoph Bieler - Felix Gottwald - Mario Stecher       | +0: 10  | 49: 42.6 11: 50.3 13: 01.0 12: 01,4 12: 49,9 | 1    | 49: 52.6 |
|      | Allemagne- Björn Kircheisen - Georg Hettich - Ronny Ackermann - Jens Gaiser        | +0: 00  | 50: 07,9 11: 23,9 12: 50,4 12: 27,6 13: 26.0 | 4    | +0: 15,3 |
|      | Finlande- Antti Kuisma - Anssi Koivuranta - Jaakko Tallus - Hannu Manninen         | +0: 35  | 49: 44.4 11: 56,8 13: 01.0 12: 25,5 12: 21,1 | 2    | +0: 26,8 |
| 4    | Suisse- Ronny Heer - Jan Schmid - Andreas Hurschler - Ivan Rieder                  | +1: 14  | 50: 00,9 11: 42,5 13: 23.0 12: 02,5 12: 52,9 | 3    | +1: 22,3 |
| 5    | France- François Braud - Ludovic Roux - Jason Lamy Chappuis - Nicolas Bal          | +1: 05  | 50: 19.6 12: 09,2 12: 49,6 12: 23,6 12: 57,2 | 6    | +1: 32,0 |
| 6    | Japon- Daito Takahashi - Takashi Kitamura - Norihito Kobayashi - Yosuke Hatakeyama | +0: 49  | 50: 47,0 12: 02,5 12: 49,5 12: 33,7 13: 21.3 | 7    | +1: 43,4 |
| 7    | États-Unis- Johnny Spillane - Carl Van Loan - Bill Demong - Todd Lodwick           | +1: 33  | 50: 19,5 11: 53.2 13: 20,9 12: 24,2 12: 41,2 | 5    | +1: 59,9 |
| 8    | Tchéquie- Ladislav Rygl - Pavel Churavy - Ales Vodsedalek - Tomas Slavik           | +1: 48  | 52: 10.5 12: 33,7 12: 38,2 13: 15.8 13: 42,8 | 8    | +4: 05,9 |
| 9    | Russie- Ivan Fesenko - Anton Kamenev - Dimitry Matveev - Sergej Maslennikov        | +0: 23  | 53: 42.1 12: 38,0 13: 52.4 13: 18.5 13: 53.2 | 9    | +4: 12,5 |